# Marcia Jones Smoke
Marcia Jones Smoke (* 18. Juli 1941 in Oklahoma City als Marcia Jones) ist eine ehemalige US-amerikanische Kanutin.

## Karriere
Marcia Jones Smoke nahm dreimal an Olympischen Spielen teil. Bei ihrem Olympiadebüt 1964 in Tokio startete sie im Einer-Kajak über 500 Meter und erreichte nach einem zweiten Platz in ihrem Vorlauf direkt das Finale, das sie in 2:15,68 Minuten auf dem dritten Platz beendete. Hinter Ljudmila Chwedossjuk und Hilde Lauer gewann sie so die Bronzemedaille. Auch vier Jahre darauf in Mexiko-Stadt zog sie im Einer-Kajak in den Endlauf ein, verpasste als Vierte jedoch diesmal knapp einen Medaillengewinn. Ihr Rückstand auf die drittplatzierte Viorica Dumitru betrug 1,4 Sekunden. Mit ihrer Schwester Sperry Rademaker trat sie erstmals auch in der Konkurrenz mit dem Zweier-Kajak an, in der sie nach Rang vier im Vorlauf erst nach einem zweiten Platz im Halbfinale den Endlauf erreichte. Diesen schlossen die Schwestern in 2:02,97 Minuten auf dem siebten Platz ab. Bei den Olympischen Spielen 1972 in München ging Jones Smoke wiederum nur im Einer-Kajak an den Start. Ihr gelang der vierte Einzug in ein olympisches Finalrennen, sie kam jedoch in 2:07,98 Minuten nicht über den neunten und letzten Platz hinaus.
Insgesamt 35 Mal wurde Jones Smoke US-amerikanische Meisterin, darunter allein elfmal in Folge im Einer-Kajak auf der 500-Meter-Strecke. Darüber hinaus gewann sie 24 nordamerikanische Meistertitel. Bei den Weltmeisterschaften 1966 und Weltmeisterschaften 1971 platzierte sie sich im Einer- und Zweier-Kajak jeweils unter den besten neun Starterinnen, blieb jedoch ohne Medaillengewinn. Bei den Panamerikanischen Spielen 1967 in Winnipeg gewann sie auf der 500-Meter-Distanz sowohl im Einer- als auch im Zweier- und im Vierer-Kajak die Goldmedaille. Kanu war jedoch nur als Demonstrationssportart Teil des Programms, weshalb die Rennen nicht zur offiziellen Statistik der Spiele zählen. Nach 1973 beendete sie, mit wenigen Comeback-Ausnahmen bei den nationalen Meisterschaften, ihre aktive Karriere und betätigte sich als Kanutrainerin. Daneben gründete sie den Niles/Buchanan Kayak Club.
Jones Smoke wuchs in ihrer Geburtsstadt Oklahoma City auf und heiratete im Alter von 23 Jahren den Olympia-Kanuten Bill Smoke, mit dem sie nach Michigan zog. Im selben Jahr machte sie ihren Abschluss an der Michigan State University. Das Paar hat eine gemeinsame Tochter (* 1974), ihr Sohn Jeff (* 1977) wurde ebenfalls Kanute und Olympiateilnehmer. 1991 erfolgte die Scheidung.